# 弗格尔森
弗格尔森是德国下萨克森州的一个市镇。总面积8.26平方公里，总人口2297人，其中男性1087人，女性1210人（2011年12月31日），人口密度278人/平方公里。